# فيلا لاتينا
فيلا لاتينا هي كومونا تقع في مقاطعة فروزينوني، لاتسيو، إيطاليا.